# Ha lemegy a Nap
A Ha lemegy a Nap Tunyogi Orsi első nagylemeze. Az album címadódala az 1997-es év egyik legsikeresebb dala lett. A rádiókban játszott változat valójában az eredeti dal remixe, ebből készült a videóklip is. Ezen kívül a Ha neked jó és a Dzsungel mélyén című dalokból készült videóklip. Az album a 7. helyre jutott a MAHASZ album eladási listán, és 12 hétig volt fenn.

## Dalok listája
1. Baby, Baby 3:57 (zene és szöveg: Dorozsmai Péter)
2. Ha lemegy a Nap 3:55 (zene és szöveg: Dorozsmai Péter, közreműködik: Ganxsta Zolee)
3. A föld felett 4:02 (zene és szöveg: Dorozsmai Péter)
4. Felgyúlt a tűz 3:15 (zene és szöveg: Dorozsmai Péter)
5. Az utolsó ölelés 3:12 (zene: Jamie Winchester, szöveg: Dorozsmai Péter)
6. Választok egy csillagot 3:43 (zene és szöveg: Dorozsmai Péter)
7. Dzsungel mélyén 3:41 (zene és szöveg: Dorozsmai Péter)
8. Míg gyermek voltam 4:57 (zene: Pálvölgyi Géza, szöveg: Dorozsmai Péter)
9. A legjobb dolog 4:28 (zene: Lepés Gábor, szöveg: Kormos Z. Zsolt)
10. Szállj sólyom, szállj 3:54 (zene és szöveg: Dorozsmai Péter)
11. Ha neked jó 3:14 (zene és szöveg: Dorozsmai Péter)
12. Dzsungel mélyén (remix) 3:38
13. Ha lemegy a Nap (remix) 4:00
14. Generation Next 3:41

## Külső linkek
- DiscoGS profil